# Bad Säckingen
Bad Säckingen (fino al 1978 il nome ufficiale era Säckingen) è una città termale tedesca di 17 660 abitanti, situata nel land del Baden-Württemberg e più precisamente nel circondario di Waldshut al confine con la Svizzera, circa 35 km a est di Basilea.

## Geografia fisica
La città si trova nel sud-ovest della Germania vicino al confine con la Svizzera e si affaccia sulle rive del Reno.
Il territorio si estende al confine meridionale dell'area boschiva chiamata Hotzenwald, una propaggine meridionale della Foresta Nera.

## Storia
La storia della città risale ai primi anni del VI secolo, quando San Fridolino fonda la Säckingen Abbey e una chiesa. Intorno al 1200 la maggior parte della città è stata distrutta da un grande incendio.
In seguito la ricostruzione avvenne a partire dal centro, per la precisione da una cattedrale gotica, chiamata Fridolinsmünster, che tuttora può essere visitata.
Nelle fasi finali della guerra franco-olandese del 1672-1678, la città fu gravemente danneggiata dai soldati francesi, comandati dal conte Claude de Choiseul-Francières, in seguito alla vittoria su una forza imperiale a Rheinfelden il 7 luglio 1678.
Nel 1796 Säckingen   fu occupata dalle truppe francesi nel corso delle guerre rivoluzionarie francesi. Nel 1805 entrò a far parte del Granducato di Baden.

## Infrastrutture e trasporti

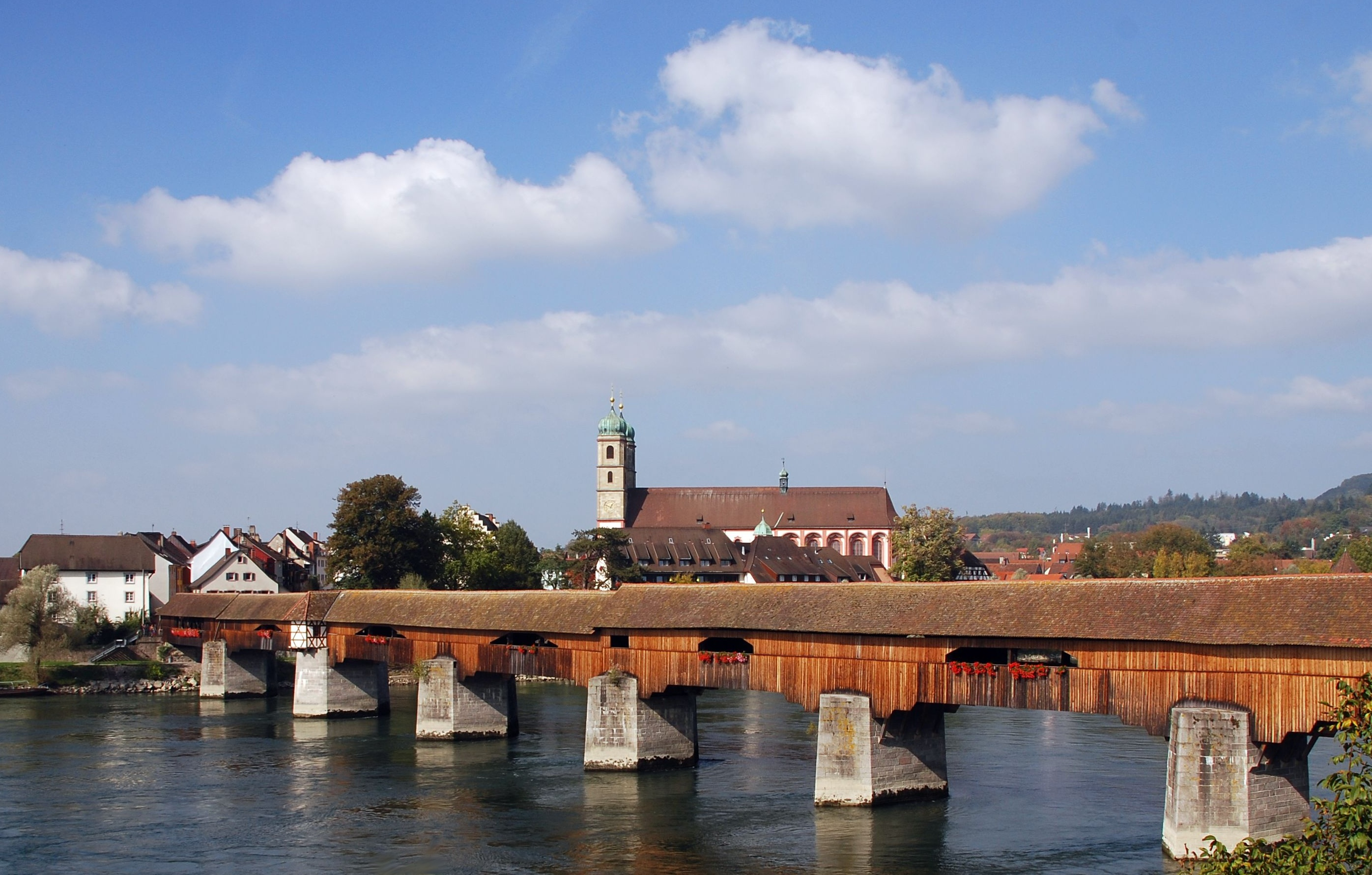
Il famoso ponte coperto in legno di Bad Säckingen

- Ponte di legno di Bad Säckingen
- Stazione di Bad Säckingen

## Amministrazione

### Gemellaggi
- Sanary-sur-Mer, dal 1973
- Purkersdorf, dal 1973
- Nagai, dal 1983
- Santeramo in Colle, dal 1983
- Näfels, dal 1988